# Свистун чорноголовий
Свистун чорноголовий (Pachycephala monacha) — вид горобцеподібних птахів родини свистунових (Pachycephalidae). Мешкає на Новій Гвінеї і на островах Ару. Раніше вважався підвидом рудочеревого свистуна.

## Підвиди
Виділяють два підвиди:
- P. m. monacha Gray, GR, 1858 — острови Ару;
- P. m. lugubris Hartert, E, 1898 — захід і центр Нової Гвінеї.

## Поширення і екологія
Чорноголові свистуни живуть в рівнинних тропічних лісах, в садах і на плантаціях.